# Твардовиці
Твардовиці (пол. Twardowice) — село в Польщі, у гміні Бобровники Бендзинського повіту Сілезького воєводства.
Населення — 418 осіб (2011).
У 1975-1998 роках село належало до Катовицького воєводства.

## Демографія
Демографічна структура станом на 31 березня 2011 року:
|          | Загалом | Допрацездатний вік | Працездатний вік | Постпрацездатний вік |
| -------- | ------- | ------------------ | ---------------- | -------------------- |
| Чоловіки | 207     | 41                 | 140              | 26                   |
| Жінки    | 211     | 27                 | 129              | 55                   |
| Разом    | 418     | 68                 | 269              | 81                   |